# Revaz Nadareishvili
Revaz Nadareishvili (en georgiano: რევაზ ნადარეიშვილი; Abasha, 22 de julio de 1991) es un deportista georgiano que compite en lucha grecorromana. Ganó una medalla de bronce en el Campeonato Mundial de Lucha de 2017, en la categoría de 98 kg.

## Palmarés internacional
| Campeonato Mundial | Campeonato Mundial | Campeonato Mundial | Campeonato Mundial |
| Año                | Lugar              | Medalla            | Categoría          |
| ------------------ | ------------------ | ------------------ | ------------------ |
| 2017               | París (Francia)    | Medalla de bronce  | 98 kg              |